# Chhota Udaipur
Pour les articles homonymes, voir Udaipur.
Chhota Udaipur (gujarati : છોટાઉદેપુર - hindi : छोटा उदयपुर) est une ville et une municipalité de l'État du Gujarat en Inde, dans le district de Chhota Udaipur, et la capitale d'un ancien État princier des Indes.

## Géographie
Le district de Chhota Udaipur a été formé le 26 janvier 2013 avec des parties du district de Vadodara et du district de Panchmahal.

## Histoire
L'État de Chhota Udaipur se trouvait à l'est de Baroda. L'ancêtre de la dynastie est Patai Râwal, le dernier râja de Champaner (fin XVe siècle).

## Dirigeants: Mahârâwals
- 1762 - 1771 : Arsisinhji
- 1771 - 1777 : Hamirsinhji II
- 1777 - 1822 : Bhimsinhji
- 1822 - 1851 : Gumansimhji
- 1851 - 1881 : Jitsimhji
- 1881 - 1895 : Motisimhji
- 1895 - 1923 : Fatehsimhji
- 1923 - 1946 : Natwarsimhji Fatehsimhji
- 1946 - 1947 : Virendrasimhji

## Drapeau

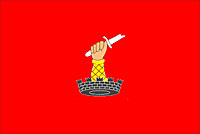

Les éléments du drapeau font référence à la prise de la forteresse de Pawagadh par Mahmud Shâh en 1482 et à la mort de Patai Râwal. Pawagadh signifie « quart de mont », une partie de la montagne himalayenne porté par le dieu Hanoumân dans le Rāmāyana.